# MVRDV

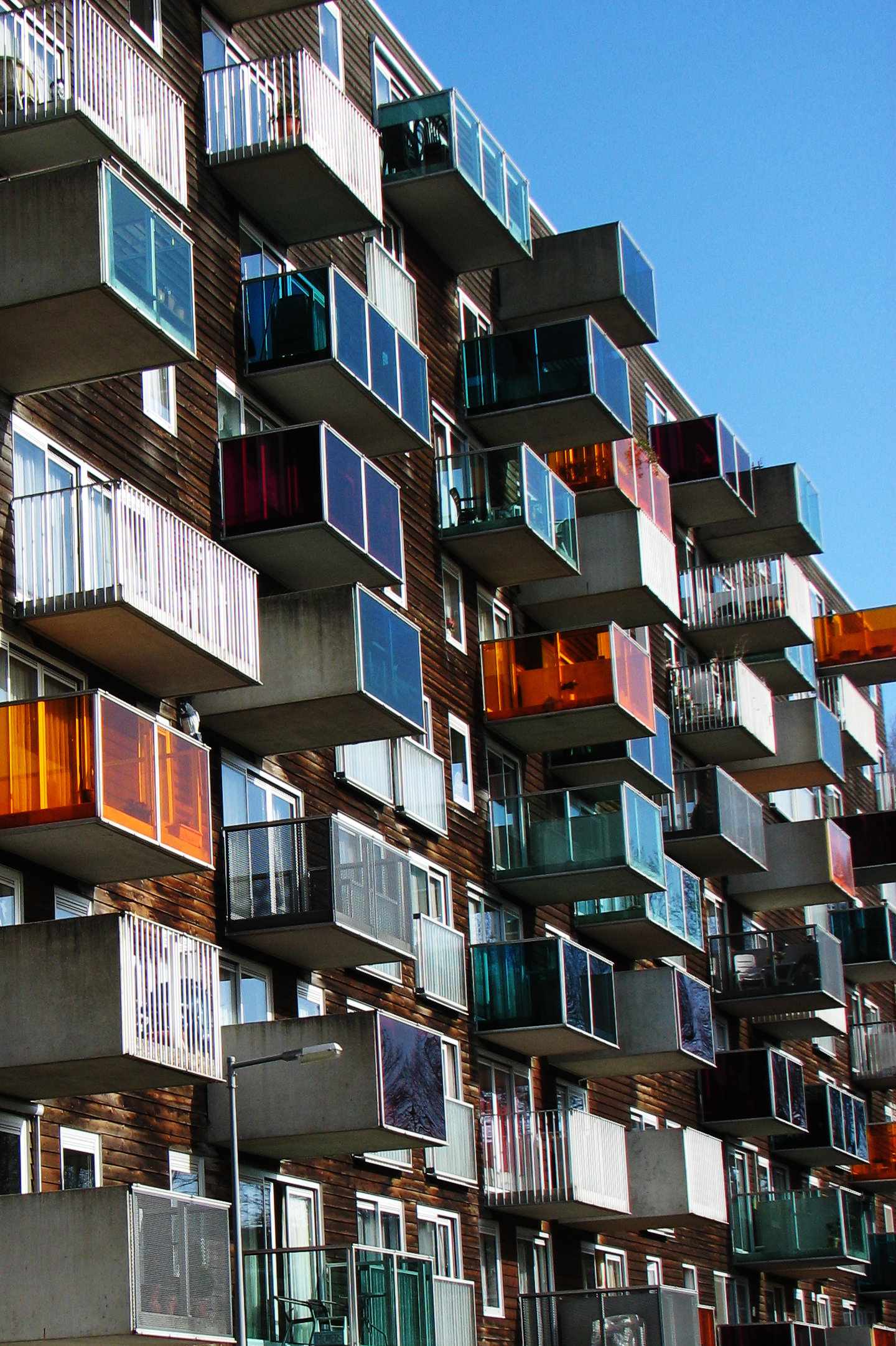
老人のための100戸の集合住宅『オクラホマ』

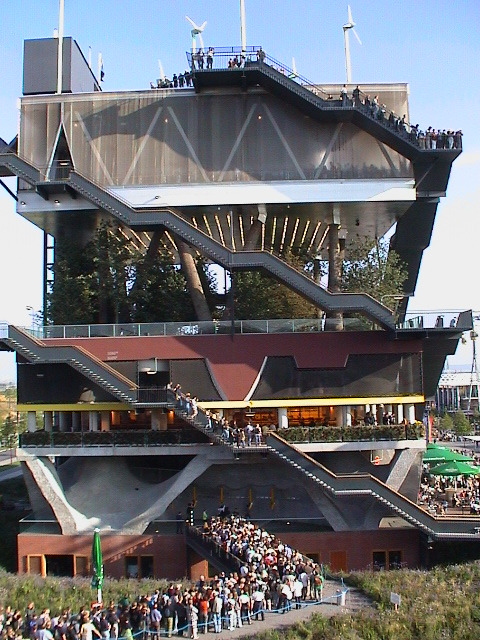
ハノーヴァー万博オランダ館

MVRDV（エムブイアールディーブイ）は、オランダのロッテルダムを拠点とする建築家集団。1991年に設立された。
名前の由来は事務所設立時のメンバーの三人の頭文字からとったものである。
- ヴィニー・マース (Winy Maas, 1959年 - )
- ヤコブ・ファン・ライス (Jacob van Rijs, 1964年 - )
- ナタリー・デ・フリイス (Nathalie de Vries, 1965年 - )

ヴィニー・マースとヤコブ・ファン・ライスは、レム・コールハースの主宰する建築設計事務所OMA (Office for Metropolitan Architecture) の出身である。

## 作品
- 1997年 - 高齢者のための100戸の集合住宅『オクラホマ』（アムステルダム）
- 1997年 - VPRO本社
- 2000年 - ハノーヴァー万博オランダ館
- 2001年 - ハーゲンエイランド
- 2002年 - サイロ=ダム（アムステルダム）
- 2003年 - まつだい雪国農耕文化村センター（新潟・十日町市松代）
- 2005年 - ミラドール（マドリード）
- 2007年 - パークランド（アムステルダム）
- 2007年 - GYRE（東京・表参道）
- 2012年 - ブック・マウンテン（スパイケニッセ）
- 2012年 - グラス・ファーム（スケインデル）
- 2014年 - ロッテルダム・マーケット・ホール（ロッテルダム）
- 2017年 - 滨海図書館（天津）[1]

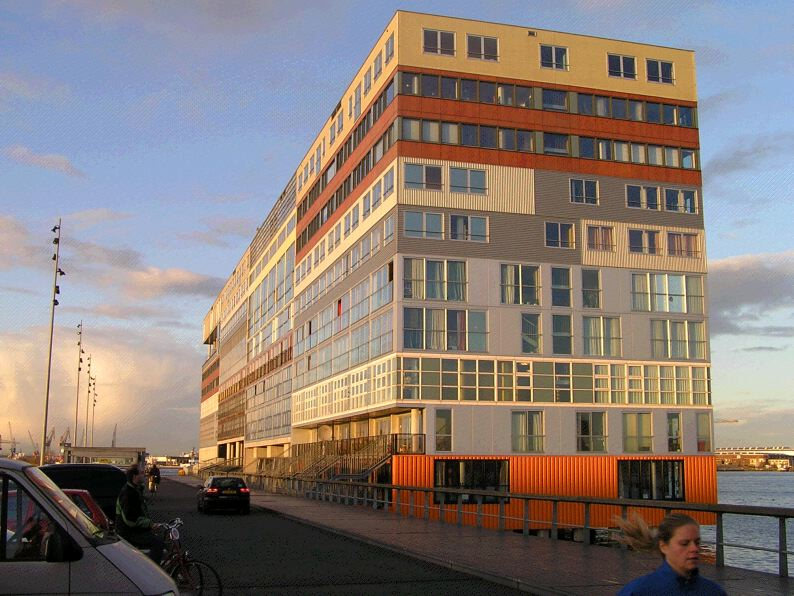
サイロ=ダム
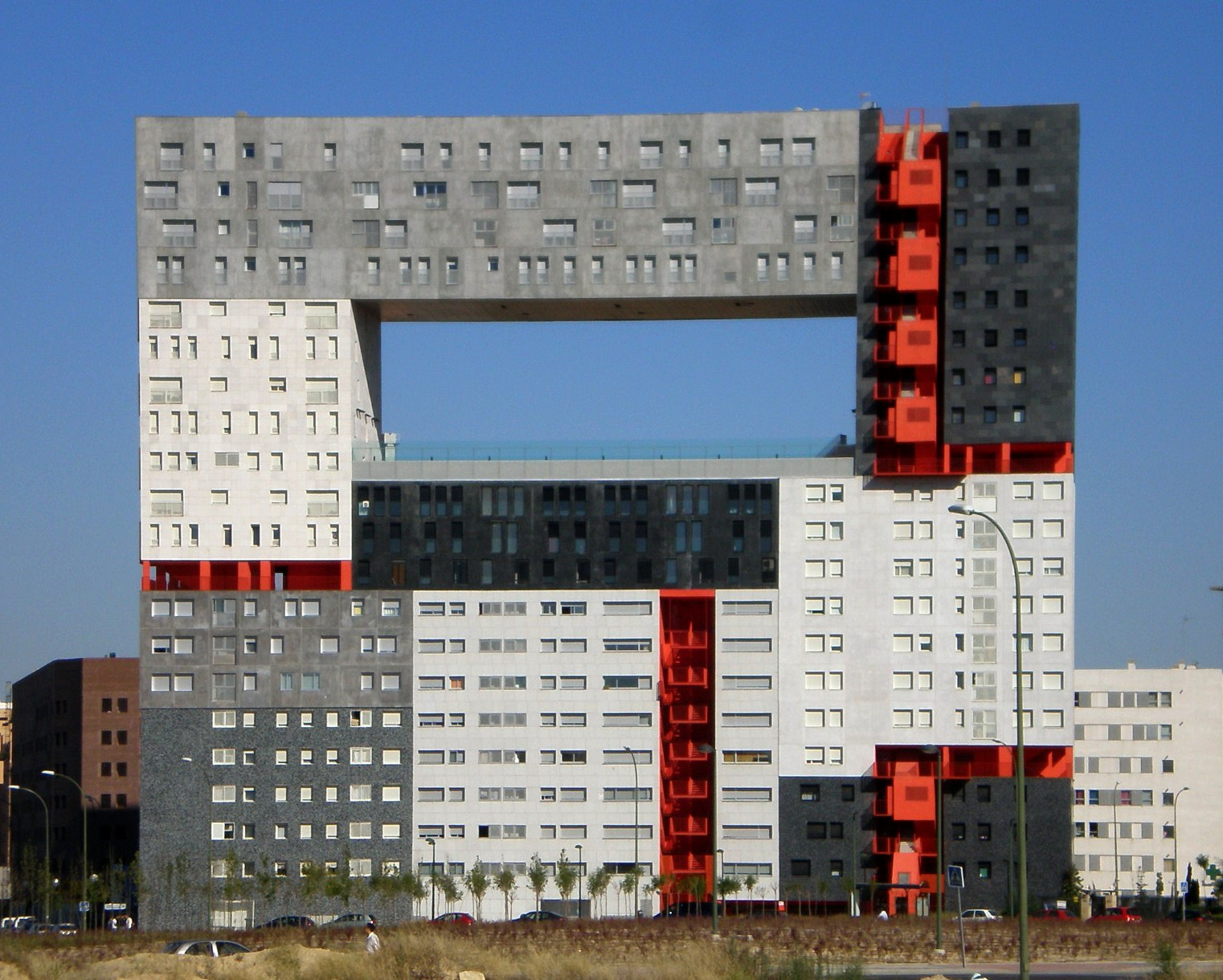
ミラドール
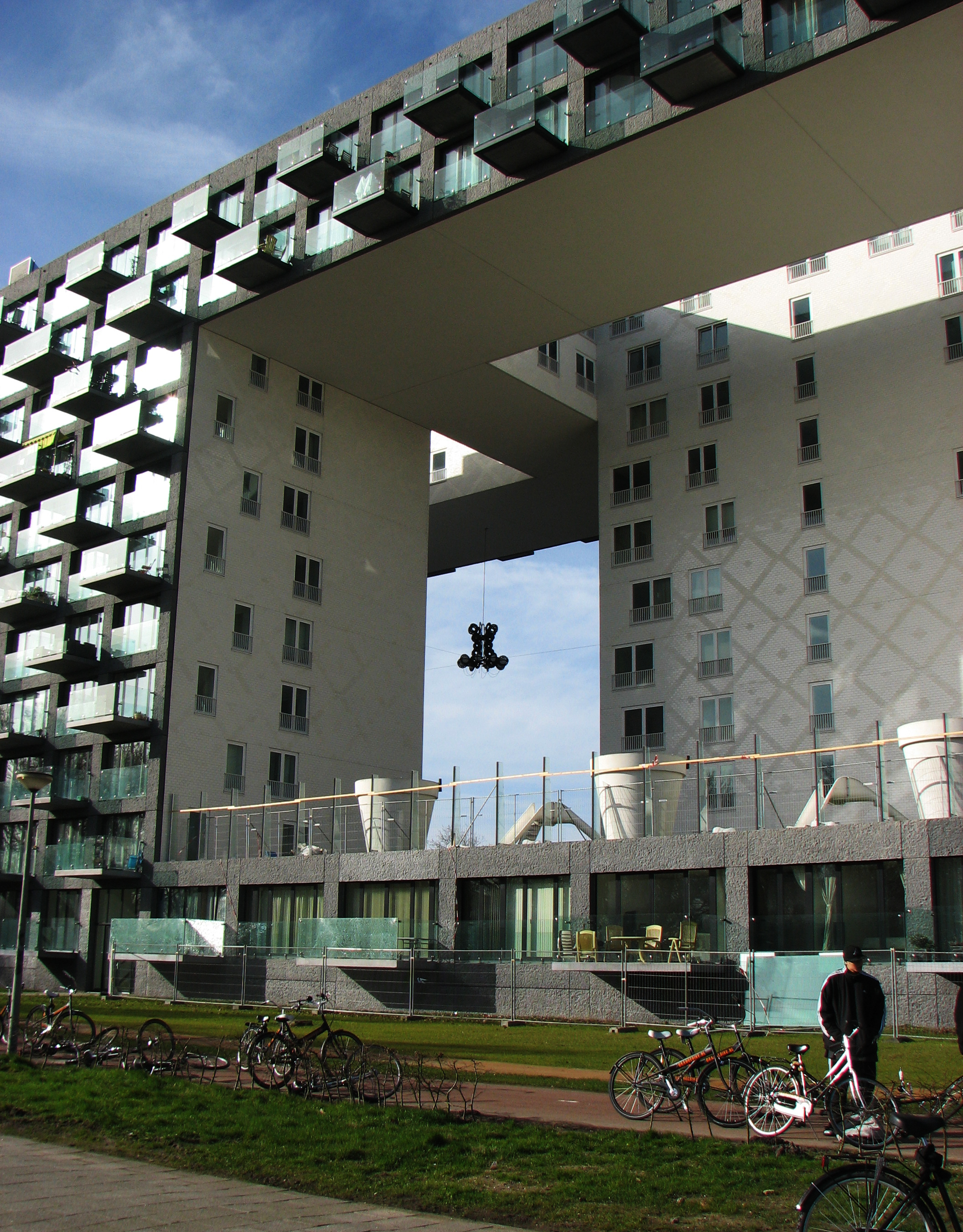
パークランド
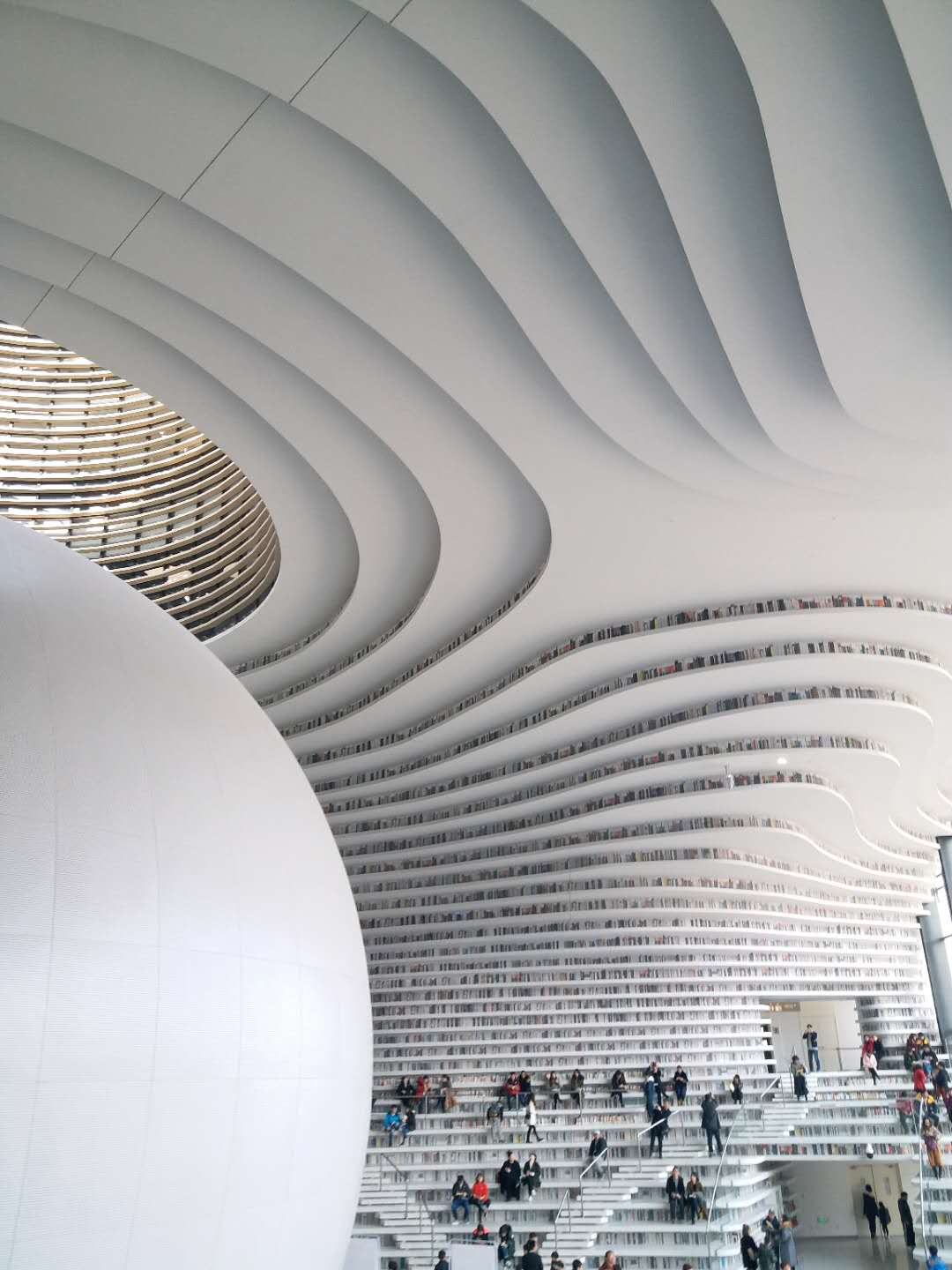
天津滨海図書館